# Station Krosno
Station Krosno is een spoorwegstation in de Poolse plaats Krosno.